# Valentin Donose
Valentin Donose este un arhitect și peisagist român, este arhitectul care a proiectat două parcuri din București: Parcul Tineretului și Parcul Circul de Stat.